# Procopio (magister militum)
Procopio (in latino: Procopius; fl. 422-424) è stato un generale romano dell'Impero d'Oriente nonché padre dell'imperatore Antemio.

## Biografia
Discendeva dall'usurpatore Procopio (365-366), a sua volta imparentato con la dinastia costantiniana, e sposò la figlia del potente prefetto del pretorio Flavio Antemio (405-414), da cui ebbe il futuro imperatore d'Occidente Antemio.
Avviato molto giovane alla carriera militare, nel 422 era dux o comes rei militaris d'Oriente; in quell'anno riuscì a salvare parte dell'esercito romano caduto nell'imboscata degli Immortali sasanidi giungendo appena in tempo. Prese poi parte alle trattative che quello stesso anno posero fine alla guerra.
Fu insignito del rango di patricius e nominato magister militum per Orientem, carica che tenne almeno fino al 3 dicembre 424 (data di una legge a lui indirizzata e conservata nel Codice teodosiano, vii.4.36).